# 王育竹
王育竹（1932年2月29日—），中华人民共和国量子光学专家。

## 生平
生于河北正定。1955年毕业于清华大学无线电工程系。1960年苏联科学院电子学研究所研究生毕业获博士学位。中国科学院上海光学精密机械研究所研究员。1997年当选为中国科学院院士。